# District de Guta
Pour les articles homonymes, voir Guta.
Le district de Guta (古塔区 ; pinyin : Gǔtǎ Qū) est une subdivision administrative de la province du Liaoning en Chine. Il est placé sous la juridiction de la ville-préfecture de Jinzhou dont il couvre le centre-ville.